# Georgi Rakovski
Georgi Stoukov Rakovski (Sabi Stoichev Popovich) (Kotel, Bulgária, 2 de abril de 1821 - Bucareste, Roménia, 9 de outubro de 1867) foi um revolucionário, escritor, historiador, jornalista е democrata búlgaro.

## Vida
Nasceu em Kotel, Bulgária. Seu pai, Stoukov Rakovski (que era um vendedor), e sua mãe, Ruska Mamarchevaviver, viveram em Kotel até 1840. Em 1841, Rakovski se estabelece em Braila. Devido a atividade revolucionária, ele é condenado à morte. Foi salvo por um cônsul grego e emigra para França. Em 1853 cria sociedades revolucionárias na Bulgária. Em 1859–1860, na Sérvia, começou uma campanha antiturca. Rakovski faz planos para libertação da Bulgária, fundando, em 1862, a Primeira Legião Búlgara em Belgrado. Rakovski continuou a sua atividade revolucionária na Grécia.

## Vida literária
- jornal „Будащност” (1864)
- "Предвестник Горского пътника”